# الدوائر الميغاليثية في سينيغامبيا

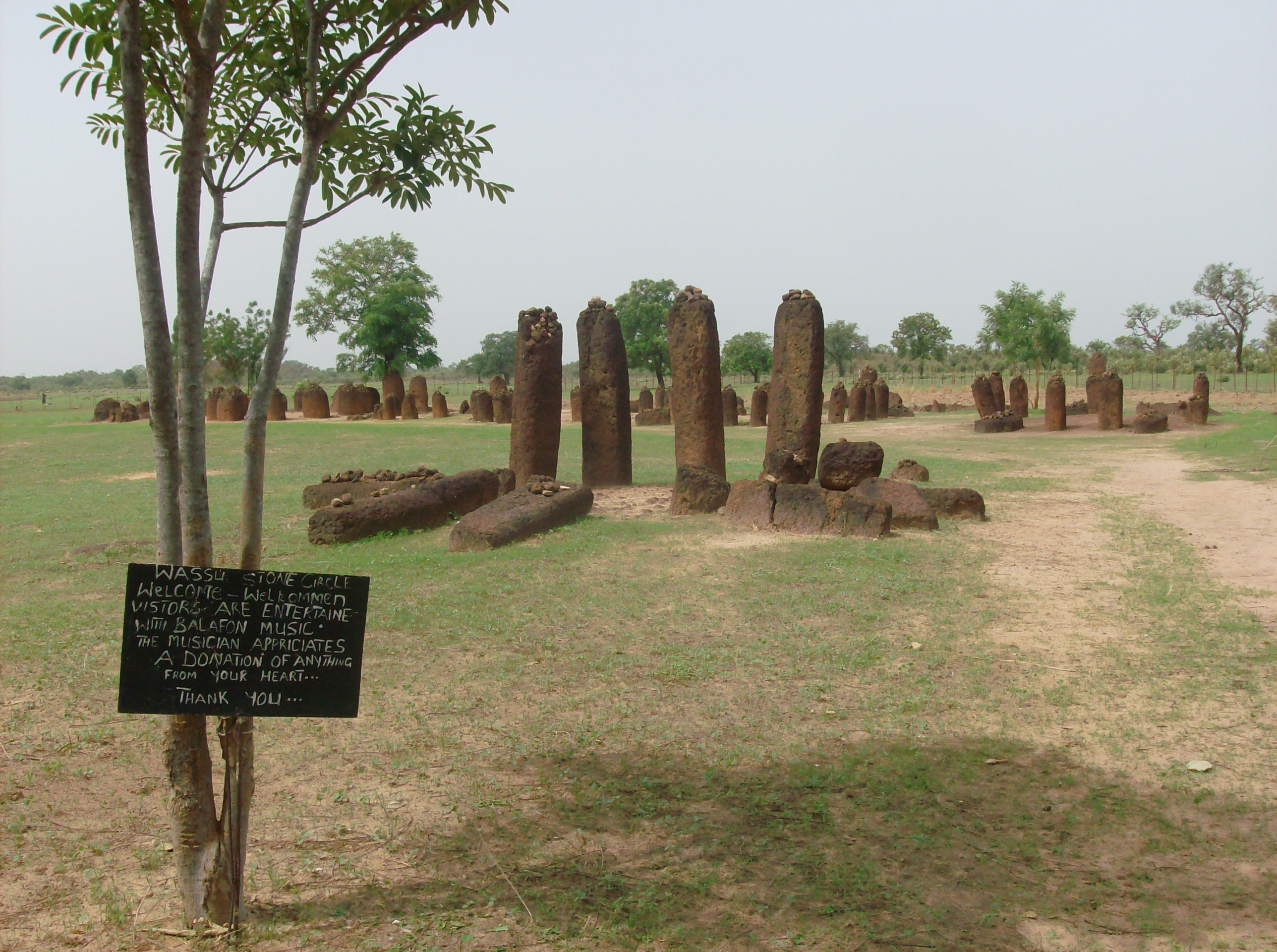
الدوائر الحجرية

تتموضع الدوائر الميغاليثية في غامبيا شمالي بلدة جانجانبورة وفي وسط السنغال. تبلغ المساحة التي تحتلها هذه المنطقة حوالي 39,000 كيلومتر مربع. وتنقسم إلى دوائر غامبية ودوائر سنغالية.
أقيمت هذه الحجارة في فترات جد مختلفة، ما بين القرن الثالث قبل الميلاد والقرن السادس عشر ميلادي